# Gostyń
Gostyń är en stad i Storpolens vojvodskap i Polen. 2014 hade staden 20 237 invånare.